# Rainbow MagicLand
Rainbow MagicLand (tot 2012: MagicLand) is een Italiaans attractiepark dat is gelegen in de stad Valmontone, ongeveer 50 km van de hoofdstad Rome. In 2011 werd het park geopend.

## Beschrijving
Het park is gethematiseerd naar de bekendste figuren van de Italiaanse animatiestudio Rainbow, zoals Winx Club, Tommy & Oscar, Huntik: Secrets & Seekers, Monster Allergy en Frezzy.
Het park heeft een oppervlakte van 60 hectare en telt 35 attracties, waaronder vijf achtbanen van Maurer Söhne, Vekoma en D.P.V. Rides. Verder heeft het park vier waterattracties en zijn er shows te bezichtigen zoals een stuntshow, het Planetarium 5D (een 4D-show met een 360°-film) en een liveoptreden van Winx Club.

## Attracties

### Achtbanen

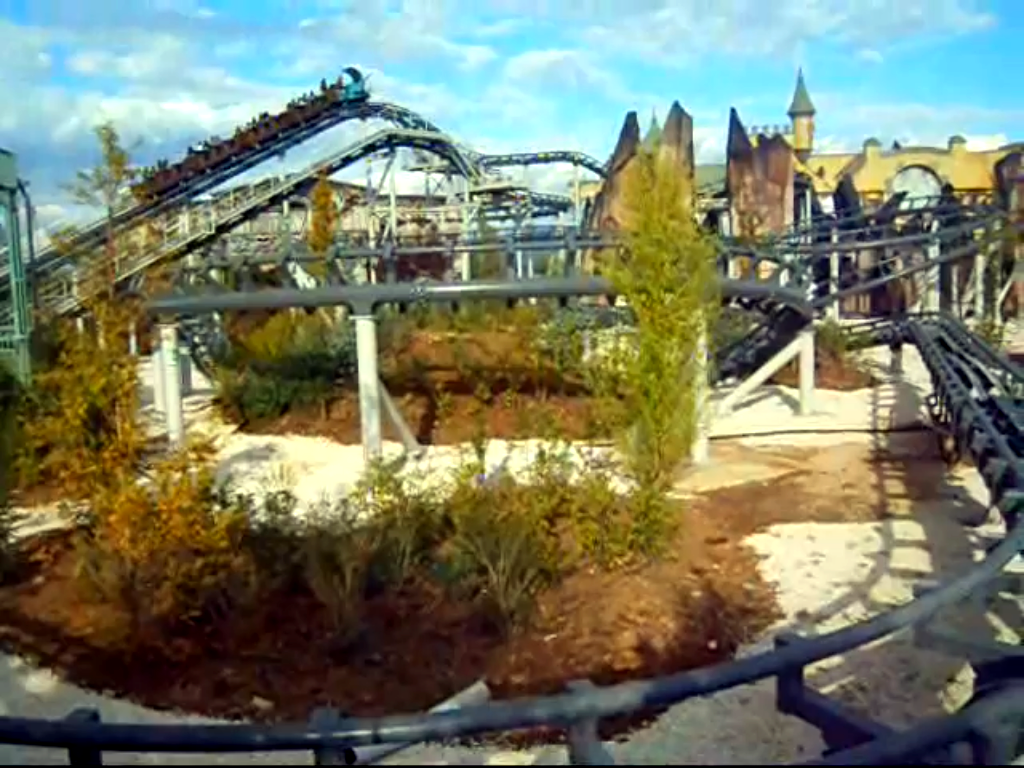
L'Olandese Volante

| Naam                 | Type               | Bouwer       | Opening |
| -------------------- | ------------------ | ------------ | ------- |
| Shock: Steam machine | Lanceerachtbaan    | Maurer Söhne | 2011    |
| Cagliostro           | Draaiende achtbaan | Maurer Söhne | 2011    |
| Bombo                | Junior Coaster     | Vekoma       | 2011    |
| L'Olandese Volante   | Mijntreinachtbaan  | Vekoma       | 2011    |
| Esplorabruco         | Wacky Worm         | D.P.V. Rides | 2011    |

### Waterattracties

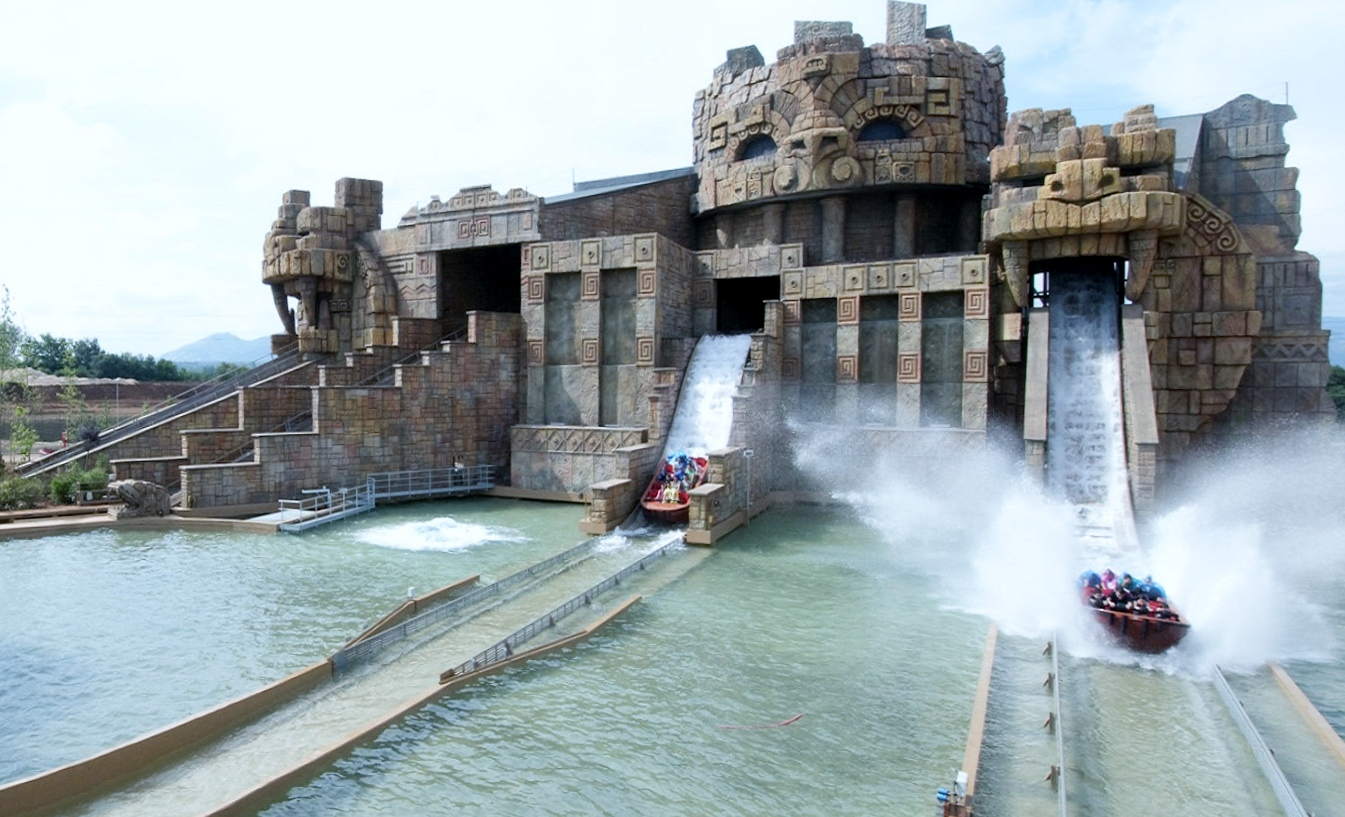
Yukatan!

| Naam             | Type            | Bouwer             | Opening |
| ---------------- | --------------- | ------------------ | ------- |
| Le Rapide        | Rapid River     | Intamin AG         | 2011    |
| Yucatan!         | shoot-the-chute | Intamin AG         | 2011    |
| Battaglia Navale | Splash battle   | Preston & Barbieri | 2013    |
| Pixie River      | Wildwaterbaan   | SBF Visa Group     | 2011    |

### Thrillrides

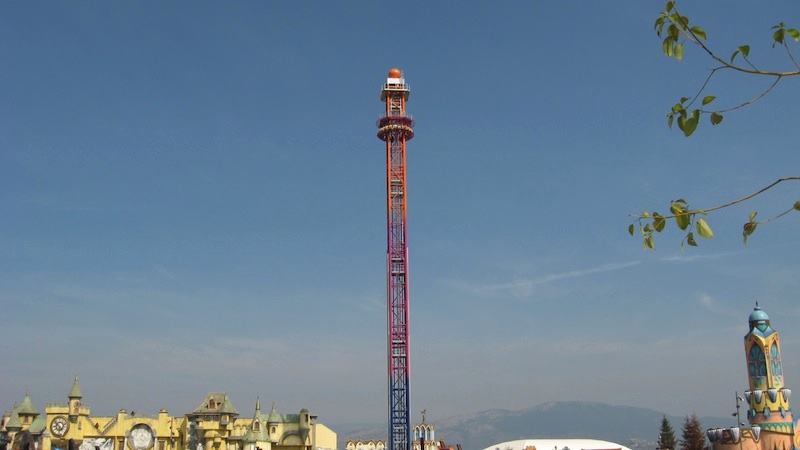
Mystika

| Naam    | Type      | Bouwer         | Opening |
| ------- | --------- | -------------- | ------- |
| Mystika | Vrije val | SBF Visa Group | 2011    |

### Darkrides

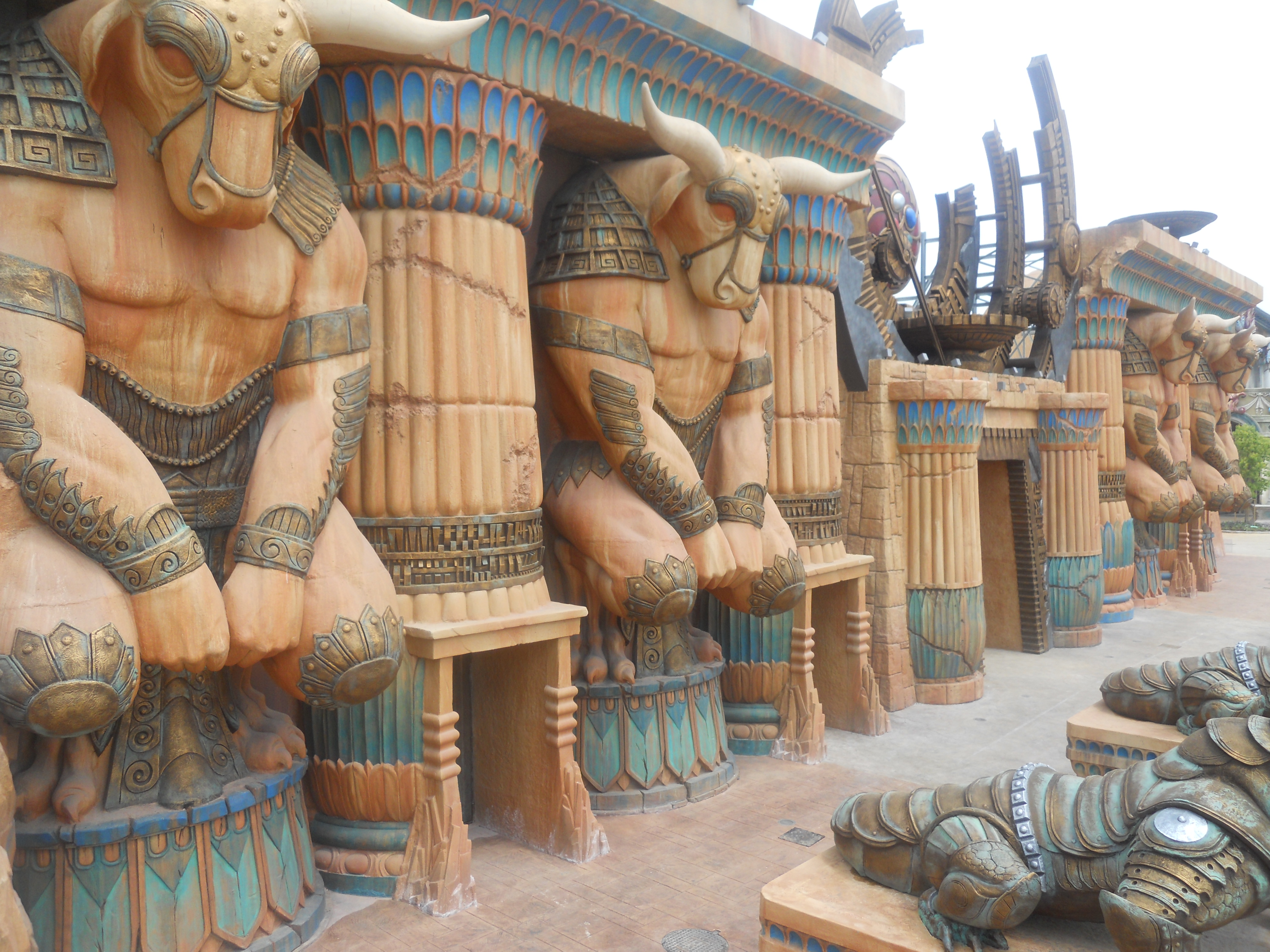
Huntik

| Naam                     | Type                  | Bouwer    | Opening |
| ------------------------ | --------------------- | --------- | ------- |
| Pianeta Winx             | Darkride              |           | 2011    |
| Huntik: The dark dungeon | Interactieve darkride | Alterface | 2011    |
| Maison Houdini           | Madhouse              | Vekoma    | 2011    |
| Planetarium              | 4D-film               |           | 2011    |
| Demonia Horror House     | Spookhuis             |           | 2013    |

### Overige attracties

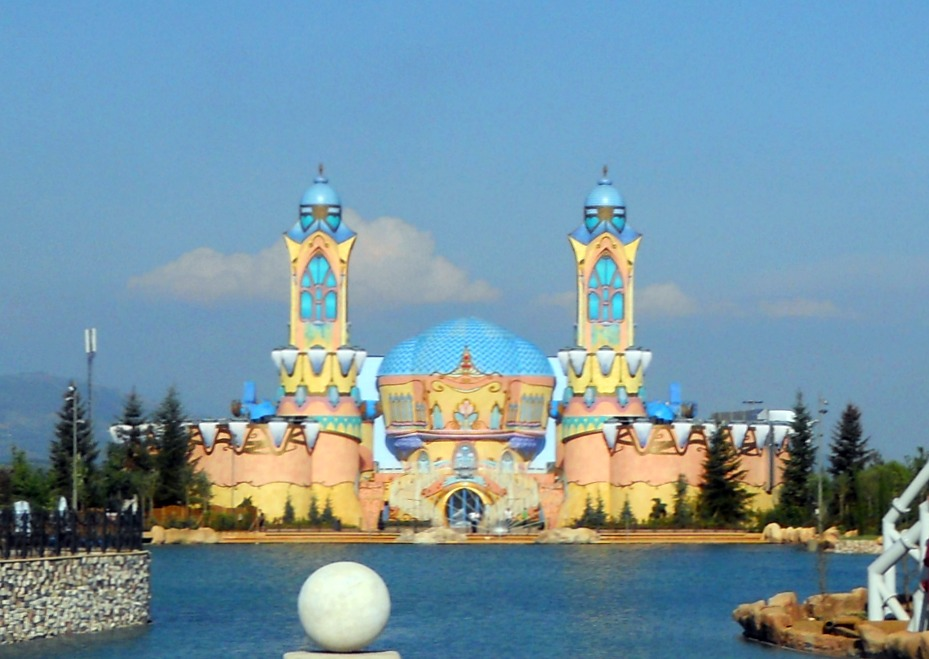
Castello di Alfea, het kasteel uit de tv-serie Winx Club

| Naam              | Type                    | Bouwer                | Opening |
| ----------------- | ----------------------- | --------------------- | ------- |
| Isola volante     | Uitkijktoren            | Vekoma                | 2011    |
| Carosello         | Carrousel               | Bertazzon             | 2011    |
| Tazze Pazze       | Theekopjesattractie     | SBF Visa Group        | 2011    |
| Castello Di Alfea | Walkthrough, Museum     |                       | 2013    |
| PopPalla          | Luchtballonnencarrousel | SBF Visa Group        | 2011    |
| Arrampica Torre   | Toren                   | Heege Freizeittechnik | 2011    |
| Ronny il ragno    | Disk'O                  | Zamperla              | 2011    |
| Formula Cars      | Car Circuit             |                       | 2013    |

### Kinderattracties

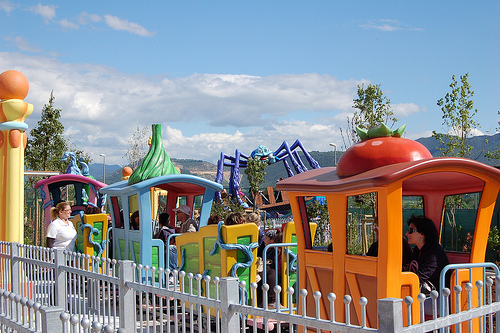
Treno Magico

| Naam              | Type         | Opening |
| ----------------- | ------------ | ------- |
| Alloscontro       | Botsauto's   | 2011    |
| Polarettilandia   | Waterplezier | 2011    |
| Treno Magico      | Rondrit      | 2011    |
| La Ruota Magica   | Reuzenrad    | 2011    |
| Macchine Volantis | Draaimolen   | 2011    |

### Shows
- Gran Teatro
- Palabaleno
- Winx Live
- Stunt Show